# Den 30. Razzie-Uddeling
Den 30. Razzie-Uddeling er en ceremoni som markerede de dårligste film fra 2009. Ceremonien fandt sted den 6. marts 2010 i Barnsdall Gallery Theatre i Hollywood. Nomineringerne blev annonceret den 1. februar 2010, èn dag før nomineringerne til den 67. Oscar-Uddeling blev afsløret.
Sandra Bullock mødte personligt op for at modtage prisen for dårligste skuespillerinde og dårligste par på skærmen for filmen All About Steve. Hun havde flere kopier af DVD'en med til publikum, og udtalte at hun troede de som stemte hende frem som «vinder» kun gjorde det for at se om hun mødte op til uddelingen, ikke fordi filmen var så dårlig. Bullock gik hen og vandt en Oscar for bedste skuespillerinde for sin tolkning i The Blind Side natten efter, og blev dermed den første skuespiller som vandt både en Razzie og en Oscar det samme år.
I tillæg til de almindelige priser blev der i 2010 uddelt priser til tiårets værste skuespiller, skuespillerinde og film. Nedenfor er listen over de nominerede film listet op, med vinderne fremhævet i fed skrift.

## Uddelinger

### Dårligste film
Transformers: Revenge of the Fallen (Dreamworks/Paramount)
- All About Steve (20th Century Fox)
- G.I. Joe: The Rise of Cobra (Paramount/Hasbro)
- Land of the Lost (Universal)
- Old Dogs (Disney)

### Værste mandlige skuespiller
Jonas-brødrene – Jonas Brothers: The 3-D Concert Experience
- Will Ferrell – Land of the Lost
- Steve Martin – The Pink Panther 2
- Eddie Murphy – Imagine That
- John Travolta – Old Dogs

### Dårligste kvindelige skuespiller
Sandra Bullock – All About Steve
- Beyoncé – Obsessed
- Miley Cyrus – Hannah Montana: The Movie
- Megan Fox – Jennifer's Body og Transformers: Revenge of the Fallen
- Sarah Jessica Parker – Did You Hear About The Morgans?

### Dårligste mandlige birolle
Billy Ray Cyrus – Hannah Montana: The Movie
- Hugh Hefner (som sig selv) – Miss March
- Robert Pattinson – The Twilight Saga: New Moon
- Jorma Taccone (som Cha-Ka) – Land of the Lost
- Marlon Wayans – G.I. Joe: The Rise of Cobra

### Dårligste kvindelige birolle
Sienna Miller – G.I. Joe: The Rise of Cobra
- Candice Bergen – Bride Wars
- Ali Larter – Obsessed
- Kelly Preston – Old Dogs
- Julie White – Transformers: Revenge of the Fallen

### Dårligste par på skærmen
Sandra Bullock og Bradley Cooper – All About Steve
- To af Jonas-brødrene (uafhængig af hvem) – Jonas Brothers: The 3-D Concert Experience
- Will Ferrell og modspiller (uanset hvem eller hvad) – Land of the Lost
- Shia LaBeouf og enten Megan Fox eller hvilken som helst Transformer – Transformers: Revenge of the Fallen
- Kristen Stewart og enten Taylor Lautner eller Robert Pattinson – The Twilight Saga: New Moon

### Dårligste genindspilning, plagiat eller efterfølger
Land of the Lost
- G.I. Joe: The Rise of Cobra
- The Pink Panther 2
- Transformers: Revenge of the Fallen
- The Twilight Saga: New Moon

### Dårligste instruktør
Michael Bay – Transformers: Revenge of the Fallen
- Walt Becker – Old Dogs
- Brad Silberling – Land of the Lost
- Stephen Sommers – G.I. Joe: The Rise of Cobra
- Phil Traill – All About Steve

### Dårligste manuskript
Transformers: Revenge of the Fallen – skrevet af Ehren Kruger & Roberto Orci & Alex Kurtzman
- All About Steve – skrevet af Kim Barker
- G.I. Joe: The Rise of Cobra – manus af Stuart Beattie og David Elliot & Paul Lovett; historie af Michael B. Gordon og Beattie & Stephen Sommers, baseret på tegneserien af Larry Hama
- Land of the Lost – skrevet af Chris Henchy & Dennis McNicholas; baseret på TV-serien skabt af Sid og Marty Krofft
- The Twilight Saga: New Moon – manus af Melissa Rosenberg; baseret på The Twilight Saga: New Moon af Stephenie Meyer

### Tiårets dårligste mandlige skuespiller
Eddie Murphy – Nomineret 12 gange, «vinder» tre gange
- Ben Affleck – Nomineret ni gange, «vinder» to gange
- Mike Myers – Nomineret fire gange, «vinder» to gange
- Rob Schneider – Nomineret seks gange, «vinder» én gang
- John Travolta – Nomineret seks gange, «vinder» tre gange

### Tiårets dårligste kvindelige skuespiller
Paris Hilton – Nomineret fem gange, «vinser» fire gange
- Mariah Carey – Den største individuelle stemmemodtager de sidste ti år, da hun i 2001 modtog 70 % af alle stemmerne for dårligste skuespillerinde.
- Lindsay Lohan – Nomineret fem gange, «vinder» tre gange
- Jennifer Lopez – Nomineret ni gange, «vinder» to gange
- Madonna – Nomineret seks gange, «vinder» fire gange

### Tiårets dårligste film
Battlefield Earth (2000) – Nomineret til ti Razzies, «vinder» af syv under den 21. Razzie-uUdeling, samt prisen for «værste drama i vores 25 første år» under den 25. Razzie-Uddeling
- Freddy Got Fingered (2001) – Nomineret til ni Razzies, «vinder» af fem under den 22. Razzie-Uddeling
- Gigli (2003) – Nomineret til ti Razzies, «vinder» af seks under den 24. Razzie-Uddeling, samt prisen for «værste komedie i vores 25 første år» under den 25. Razzie-Uddeling
- I Know Who Killed Me (2007) – Nomineret til ni Razzies, «vinder» af otte under den 28. Razzie-Uddeling
- Swept Away (2002) – Nomineret til ni Razzies, «vinder» af fem under den 23. Razzie-Uddeling